# Trompa marina
La tromba marina, trompeta marina o trompa marina (en. tromba marina, marine trumpet ; fr. trompette marine; de. maritrompete, trompetengeige, nonnengeige o trumscheit; pol. tub maryna) és un instrument de corda de forma triangular o trapezoïdal usat a l'Europa medieval i durant el Renaixement, va ser popular en el segle xv sobrevivint fins al s. XVIII.
El seu nom procedeix del seu so similar al de la trompeta i existeix des de l'Edat Mitjana. S'escriu incorrectament amb freqüència com a "trompa marina", amb 'p' per la seva similitud amb el terme italià, també emprat en anglès, "tromba marina", amb 'b'.
Es toca sense estrènyer les cordes; obtenint-se un so natural, harmònics, prement lleugerament amb el polze en els punts nodals.

## Història

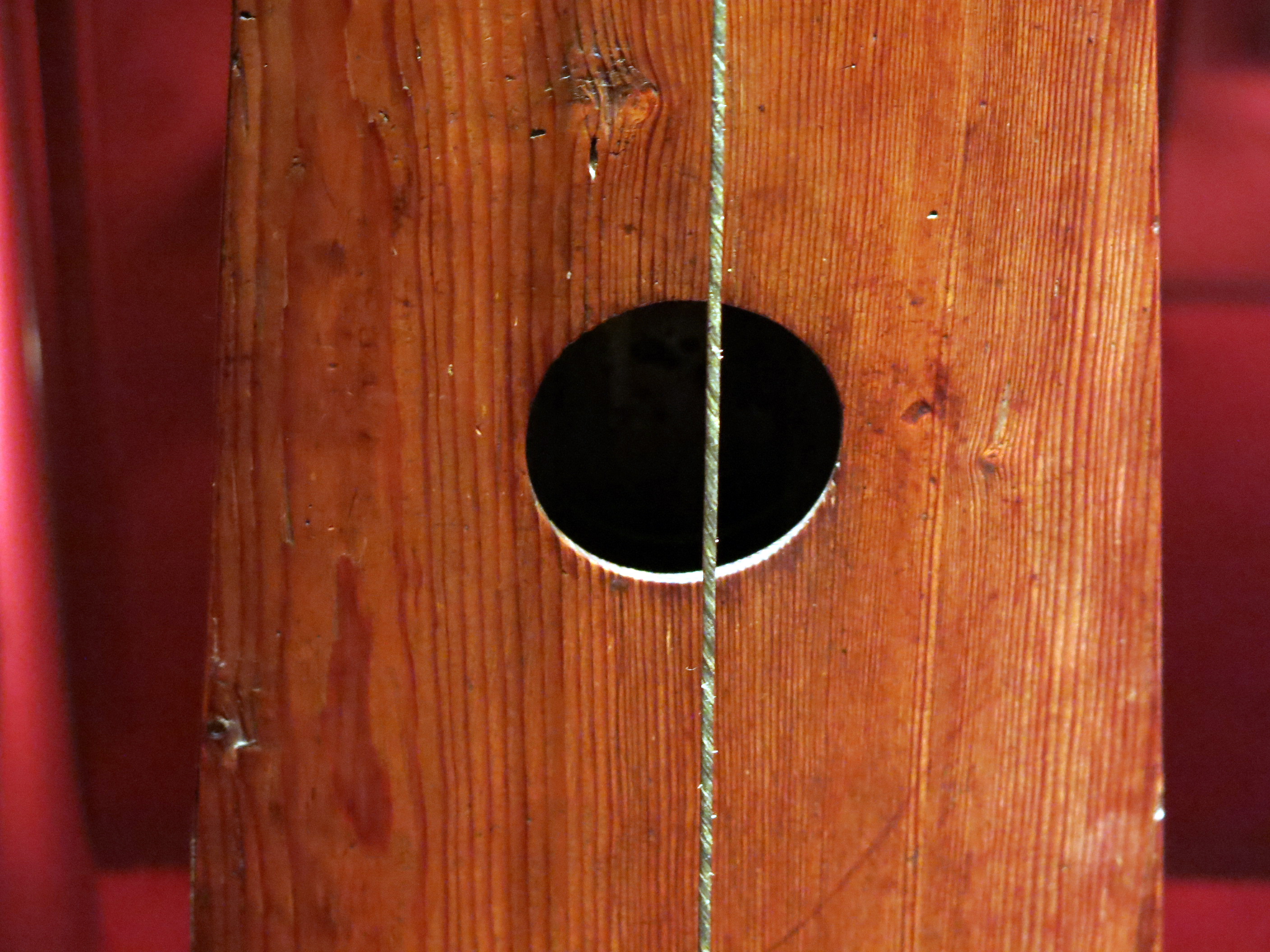
Detall de trompa marina al Museu de la Música de Barcelona

Aquest instrument es considera successor del monocordi.
Michael Praetorius (1618), a la seva obra Syntagma Musicum Theatrum Instromenturum (1620) mostra una sèrie d'instruments usats en els concerts de teatre i entre ells, XXI núm.7 Trumfcheidf (trompa marina) i núm. 8 Scheidtholtt (monocordi).
A Alemanya, quan la trompeta era usada massivament a les esglésies, les monges la substituïen sovint per la trompa marina, perquè a les dones no els estava permès tocar la trompeta, d'aquí el nom Nonnengeige (literalment, violí-monges). De fet, l'adjectiu "marina" és, amb tota probabilitat, una deformació de "mariana", precisament pel seu caràcter eclesial.
A França la banda de la Grande Ècurie du Roi incloïa cinc trompes marines i cornamuses quan el 1662 es va comptabilitzar el seu cost per primera vegada; el 1666 el nombre havia pujat a sis.
L'instrument cau en desús durant la primera meitat del segle xviii, quan solament era utilitzat pels músics itinerants i de carrer.

## Luteria

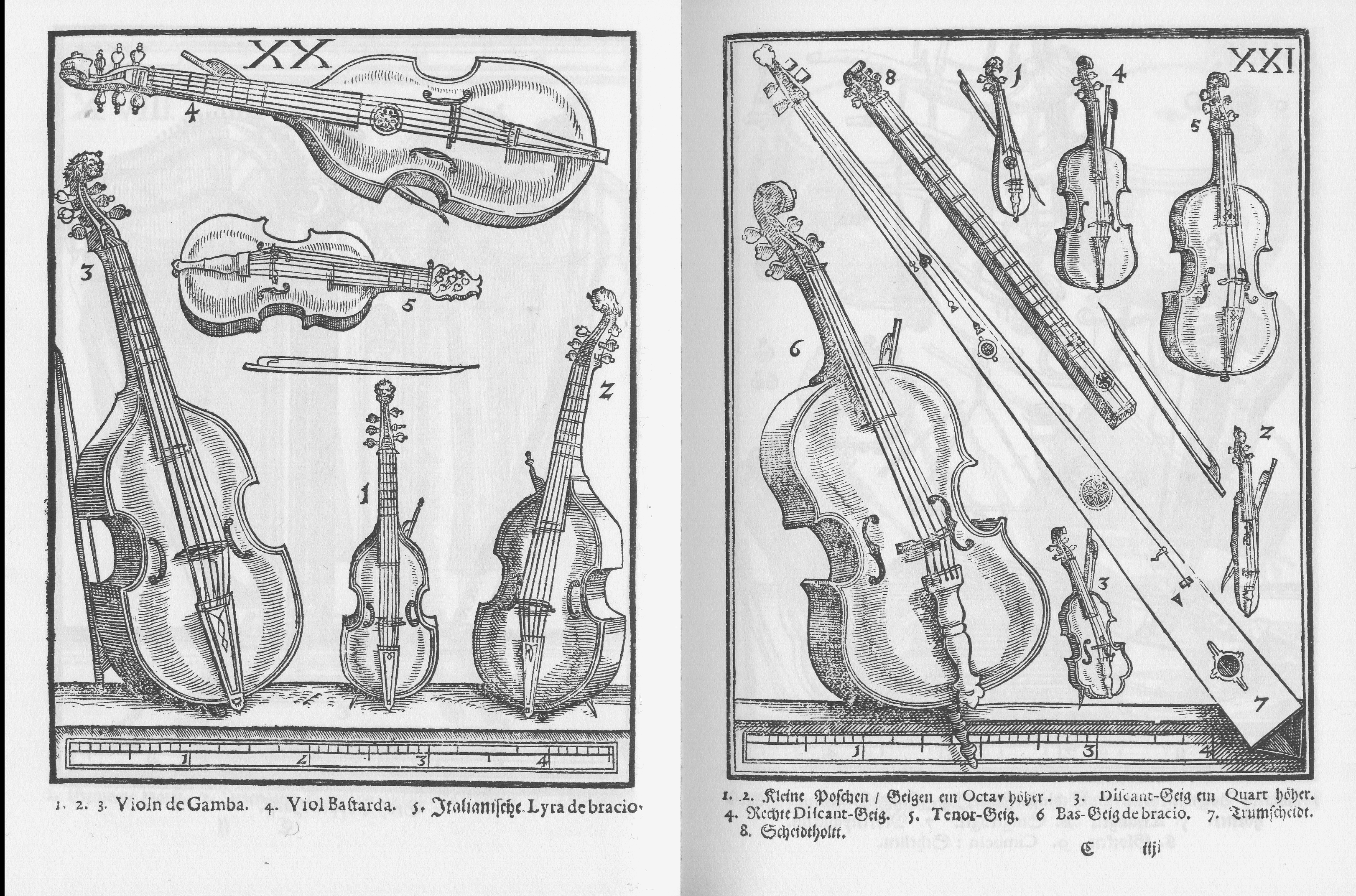
Syntagma Musicum Theatrum Instromenturum (1620), Michael Praetorius. XXI núm.7 Trumfcheidf (trompa marina).

### Característiques
En temps de Michael Praetorius (1618), la longitud de la caixa de ressonància era d'aproximadament 1,85 m. i els tres costats de la base medien 18 cm., disminuint fins a 5 cm. al mànec.
Les mesures de la trompa marina, la seva morfologia i el nombre de les cordes variaven considerablement.
L'instrument era pesat, de grandària similar al violoncel. Originalment tenia una sola corda, generalment un Re de violoncel.
Per a millorar el timbre i reforçar els tons harmònics purs sense incrementar els sons estridents a causa de l'acció del pont, algunes vegades, dins la caixa de ressonància s'afegia una vuitena corda de la meitat de la longitud de la corda melòdica, i fins i dues més, respectivament la dotzena i doble vuitena, que actuaven com a cordes simpàtiques.
Es toca amb la mà esquerra prement entre els punts nodals i el cap.

### Construcció
La trompa marina és una caixa de ressonància llarga i estreta, triangular o en forma de trapezi, de fons bombat, amb mànec i una sola corda, que es toca amb arc. l'instrument reposa a terra i la part superior damunt l'espatlla esquerra de l'intèrpret, qui amb el dit polze de la mà esquerra no trepitja la corda completament sinó que tan sols la pressiona per obtenir els harmònics naturals, similars als de la trompeta, quan es frega la corda en amb l'arc en aquest punt, cosa que podria justificar el nom de l'instrument.

### Elements
La trompa marina consisteix en un cos en forma d'una piràmide truncada recolzada en una base triangular i un mànec.
Usualment té entre 1,5 i 2 metres de llarg i una sola corda, encara que algunes versions compten amb cordes simpàtiques.

### Afinació
En un Trummscheit de la col·lecció del Kgl. Hochschule, en Charlottenburg (No. 772 del catàleg) hi ha marques retolades La, Re, Fa, La, Re, Fa, Sol, La, Si, Do, Re.
Una corda anomenada "guidon" s'enrotlla a la corda melòdica sota el pont pujant fins al claviller on s'enrotlla a una [ clavilla]. El guidon ajusta el balanç del pont tirant de la corda.